# میکاشووکا
میکاشووکا (به لاتین: Mikaszówka) یک روستا در لهستان است که در گمینا پواسکا واقع شده‌است. میکاشووکا ۹۰ نفر جمعیت دارد.